# 症状と徴候

結核の症状

徴候と症状（ちょうこうとしょうじょう、Signs and symptoms）とは、症状（疾病、傷害、状態など）を抱えていることを示すサインが観測・検出されている状態。このサインは、たとえば通常よりも高い/低い体温、血圧の上昇/低下、医学的スキャンで異常を検出している状態などである。症状（Sympthom）とは、患者本人が発熱、頭痛、そのほか体の痛みなど、異常を知覚している状態のことである。
医学的徴候（medical sign）とは、身体検査によって疾患、傷害、異常な生理学的状態が検出されている客観的状態である。これらの徴候は目視確認可能、もしくは検出可能であり、発疹や打撲傷などがあげられる。医学的徴候は正確な診断への到達に役立つ。
徴候と症状は、互いに排他的なものではない。たとえば体温計による測定で高い温度が示されたのであれば、主観的な発熱を徴候として記録することができる。
症候学（しょうこうがく, Semeiology）とは医学の一分野で、患者の示す様々な訴えや診察所見（あわせて症候）を定義・分類して意味づけを与える方法論である。診察結果は症候学的な枠組みによってカルテに記載され、診断の手がかりとなる。症状が軽い場合を軽症、重篤な場合を重症と称する。また、これら身体所見を得るための全身的な診察の手法も症候学の範疇である。それは単に診察の手技だけでなく、わかっている情報から診断を絞り込むために必要な診察事項を選択する過程までを含むものである。

## 主な症候

### 全身
- 生体情報
  - 脈拍 : 頻脈 - 徐脈 - 不整脈
  - 呼吸 : 頻呼吸 - 無呼吸 - チェーン・ストークス呼吸
  - 血圧 : 高血圧 - 低血圧
  - 体温 : 高体温 - 低体温
- 倦怠感 - 肥満 - るいそう（やせ） - 浮腫 - 悪液質 - リンパ節肥大 - 黄疸
- 発熱
  - 稽留熱 - 弛張熱 - 間欠熱

### 皮膚・粘膜
- 紅斑
  - 壊死性遊走性紅斑
- 紫斑 - 膨疹 - 鱗屑 - 落屑 - 水疱 - 膿疱
- ゴットロン徴候（Gottron徴候、Gottron sign）
手指の関節背面などに落屑を伴う比較的境界明瞭な隆起した暗赤色紅斑。
  - 鑑別疾患
多発性筋炎 - 皮膚筋炎gower
- 潰瘍 - アフタ
- 線状出血(splinter hemorrhage)
線状出血（せんじょうしゅっけつ）は、爪の内側に線状の出血が見られること。
  - 鑑別疾患
感染性心内膜炎
- 皮膚瘙痒感

### 頭頚部
頭痛....慢性頭痛としては片頭痛, 緊張型頭痛, 群発頭痛, 混合型頭痛がある。症候としてはくも膜下出血、脳腫瘍、脳出血などでみられる。
失神 - めまい - 痴呆
頸静脈怒張=Juglar vein distention ... 心臓への還流障害(心不全や上大静脈症候群など)の際に認められることがある。
耳鳴 - 難聴 - 耳痛 - 耳だれ - 耳閉感
- 羞明感 - 視野狭窄 - 近視 - 遠視 - 弱視 - 複視
- 眼球突出
  - 鑑別疾患
    - バセドウ病
- 眼瞼浮腫
  - 鑑別疾患
    - 甲状腺機能低下症
- カイザー・フライシャー角膜輪
  - 鑑別疾患
    - ウィルソン病
- 鼻漏 - 鼻閉 - 鼻出血
- 歯痛 - 歯肉出血 - 歯肉腫脹 - 舌苔 - 扁桃肥大
- 巨大舌
  - 鑑別疾患
    - 先端肥大症
- 嚥下障害
嚥下障害は、物が飲み込みにくい事や、喉のつかえを感じる事、等。
- 構音障害
- 甲状腺肥大
- 項部硬直
- 下顎突出
  - 鑑別疾患
    - 先端肥大症
- 円形顔貌
  - 鑑別疾患
    - 偽性副甲状腺機能低下症
- 満月様顔貌（ムーンフェイス）
  - 鑑別疾患
    - クッシング症候群、副腎皮質ステロイド剤長期使用
- ガーゴイル様顔貌
  - 鑑別疾患
    - ハーラー症候群
- 仮面様顔貌
お面の様に表情が見えにくくなった顔の事。
  - 鑑別疾患
    - 全身性強皮症、パーキンソン病
- 無欲状顔貌
  - 鑑別疾患
    - 高熱性疾患、軽度意識障害、腸チフス、パラチフス、粟粒結核、敗血症、精神病（抑うつなど）
- ヒポクラテス顔貌
  - 鑑別疾患
    - 慢性消耗性疾患（癌末期、死期の迫った患者など）、低栄養状態（難民）
- 苦悶状顔貌
  - 鑑別疾患
    - 疼痛、急性疾患
- 失笑性顔貌（スフィンクス顔貌）
  - 鑑別疾患
    - 進行性筋ジストロフィー
- テタメス顔貌（痙笑）
  - 鑑別疾患
    - 破傷風
- 浮腫状顔貌
  - 鑑別疾患
    - 僧帽弁狭窄症、上大静脈症候群、粘液水腫（甲状腺機能低下症）
- 眼球突出顔貌
  - 鑑別疾患
    - バセドウ病（甲状腺機能亢進症）
- 眼瞼下垂顔貌
  - 鑑別疾患
    - 動眼神経麻痺、重症筋無力症、腎不全、ネフローゼ症候群
- 強張った顔貌
  - 鑑別疾患
    - 全身性退行性強皮症（強皮症）
- 人形様顔貌
  - 鑑別疾患
    - 糖原病I型
- 斧様顔貌
  - 鑑別疾患
    - 筋強直性ジストロフィー
- 無表情
  - 鑑別疾患
    - 精神分裂

### 胸部
- 愁訴 : 胸痛 - 動悸 - 喀痰 - 喀血
- 病的呼吸 : 呼吸困難 - クスマウル（大）呼吸（Kussmaul呼吸）: 代謝性アシドーシス時に見られる大きな呼吸。
- 胸郭変形 : 漏斗胸 - 鳩胸
- 女性化乳房
- 咳（咳嗽）
  - 乾性咳嗽 : 乾性咳嗽（かんせいがいそう）は、乾いた咳。
  - 湿性咳嗽 : 湿性咳嗽（しっせいがいそう）は、啖が絡む咳。
  - 痙攣性咳嗽（けいれんせいがいそう）: 鑑別 : 百日咳に特徴的。
  - 犬吠様咳嗽 : 犬吠様咳嗽（けんはいようがいそう）は、犬が吠える様な咳。鑑別 : 咽頭病変を疑う。
- 心音 : I音 - II音 - III音 - IV音 - 拡張期雑音 - 収縮期雑音（聴診を参照）
- 肺副雑音（ラ音）
- 連続性ラ音（乾性ラ音）: 笛声音（笛音） - 類鼾音（鼾音）
- 断続性ラ音（湿性ラ音）: 捻髪音 - 水泡音
- 胸腔 : 膿胸 - 血胸 - 乳糜胸（乳糜胸水）: 乳糜胸（にゅうびきょう）は、リンパ管が破れてリンパ液が胸腔に溜まること。

### 腹部
- 食欲不振 - 嘔気 - 嘔吐 - 腹部膨満 - 吐血
- 便秘 - 下痢 - 渋り腹 - 血便 - 黒色便
- 頻尿 - 乏尿 - 血尿 - 蛋白尿 - 低張尿 - 高張尿
- 腹痛
  - 心窩部痛 - 疝痛
- 圧痛 - マクバーニー圧痛点 - ソラー圧痛点 - ボアズ圧痛点
- 筋性防御 - 反動痛 - ブリュンベルク徴候
- 鼓音 - 金属音 - ダンス徴候
- 肝腫大 - 脾腫 - マーフィー徴候
- 紫斑: カレン徴候 - グレイ・ターナー徴候

### 四肢
登攀性起立（とはんせいきりつ）（ガワーズ徴候、Gowers' sign）
山を登るように立つこと。
様子
膝を伸ばして、両手を使って床や自分の足を押しながら、自分の体を登る様に立つ。
原因
下肢帯筋の低下
鑑別
筋ジストロフィー - 多発筋炎 - 皮膚筋炎
間欠性跛行
休み休みでないと歩けないが、休めばすぐ回復し、歩き出すとまた症状が出て歩けなくなる事。
鑑別
血管性 : 閉塞性動脈硬化症、等
腰椎性 : 脊柱管狭窄症 等
浮腫 (edema)
静脈瘤 (varix)
チアノーゼ (cyanosis)
関節炎
単関節炎 : ベーチェット病
多発関節炎 : 関節リウマチ - 全身性エリテマトーデス
ばち指
ゴットロン徴候
手掌紅班
ばね指

### 生殖器
- 不正性器出血
- 硬結
- 陰嚢腫大
- 排尿時痛
- 腫瘍
- 潰瘍

### 精神
- 譫妄(せんもう)
- 昏睡 (=coma)
- 幻覚
- 幻聴
- 妄想
- 抑鬱(よくうつ) (=depression)
- 躁状態
- 認知症(以前は[痴呆]とされていたが、用語の変更が行われた) (=dementia)
- 見当識障害
- 記銘力低下

### 血液
- アシドーシス - アルカローシス
- 高尿酸血症 - 高ピルビン酸血症 - 高脂血症
- 塩基過剰（base excess、BE）
塩基過剰（えんきかじょう、以下BE）は、アルケミアを補正するのに必要な酸の量。
  - 意義
BE+幾つでアルケミアを意味して補正に必要な酸の量を表し、BE-幾つでアシデミアを意味して補正に必要な塩基の量を表す。
- 汎血球減少